# GP Ouest France-Plouay 2006
L'edició del 2006 de la clàssica ciclista del Gran Premi de Plouay se celebrà el dia 27 d'agost als voltants de la localitat bretona de Plouay. L'italià Vincenzo Nibali superà a l'esprint el català Joan Antoni Flecha i el també italià Manuele Mori. Iaroslav Popòvitx, el quart component de l'escapada definitiva, acabà cinc segons darrere els líders.

## Classificació general
|    | Ciclista           | Equip                 | Temps     |
| -- | ------------------ | --------------------- | --------- |
| 1  | Vincenzo Nibali    | Liquigas              | 5h 18'56" |
| 2  | Joan Antoni Flecha | Rabobank              | m. t.     |
| 3  | Manuele Mori       | Saunier Duval-Prodir  | m. t.     |
| 4  | Iaroslav Popòvitx  | Discovery Channel     | + 5"      |
| 5  | Jakob Piil         | Team CSC              | + 18"     |
| 6  | Filippo Pozzato    | Quick Step-Innergetic | m. t.     |
| 7  | Pierrick Fédrigo   | Bouygues Telecom      | m. t.     |
| 8  | Sergei Ivanov      | T-Mobile Team         | m. t.     |
| 9  | Grégory Rast       | Phonak                | m. t.     |
| 10 | Fabian Wegmann     | Gerolsteiner          | m. t.     |